# Lepadella paparoa
Lepadella paparoa is een raderdiertjessoort uit de familie Lepadellidae. De wetenschappelijke naam van deze soort is voor het eerst geldig gepubliceerd in 1982 door Bērzinś.